# Ruine Festi (Ligerz)
Die Ruine Festi ist die ehemalige Stammburg der Herren von Ligerz oberhalb des Dorfes Ligerz im Kanton Bern.

## Geschichte
Die Höhenburg «Festi» war ein Lehen der Grafen von Nidau und von 1236 bis etwa 1400 Sitz der Herren von Ligerz. Haupt- und Nebengebäude sowie der Turm wurden in der Folge abgetragen. Von der Burg zeugen nur noch einige alte Mauerreste.
Nordöstlich bestehen noch drei Rebhäuser der Häusergruppe Festi aus dem 15. Jahrhundert. Sie entwickelte sich in den 1920er Jahren zu einer Künstlerkolonie.

## Lage

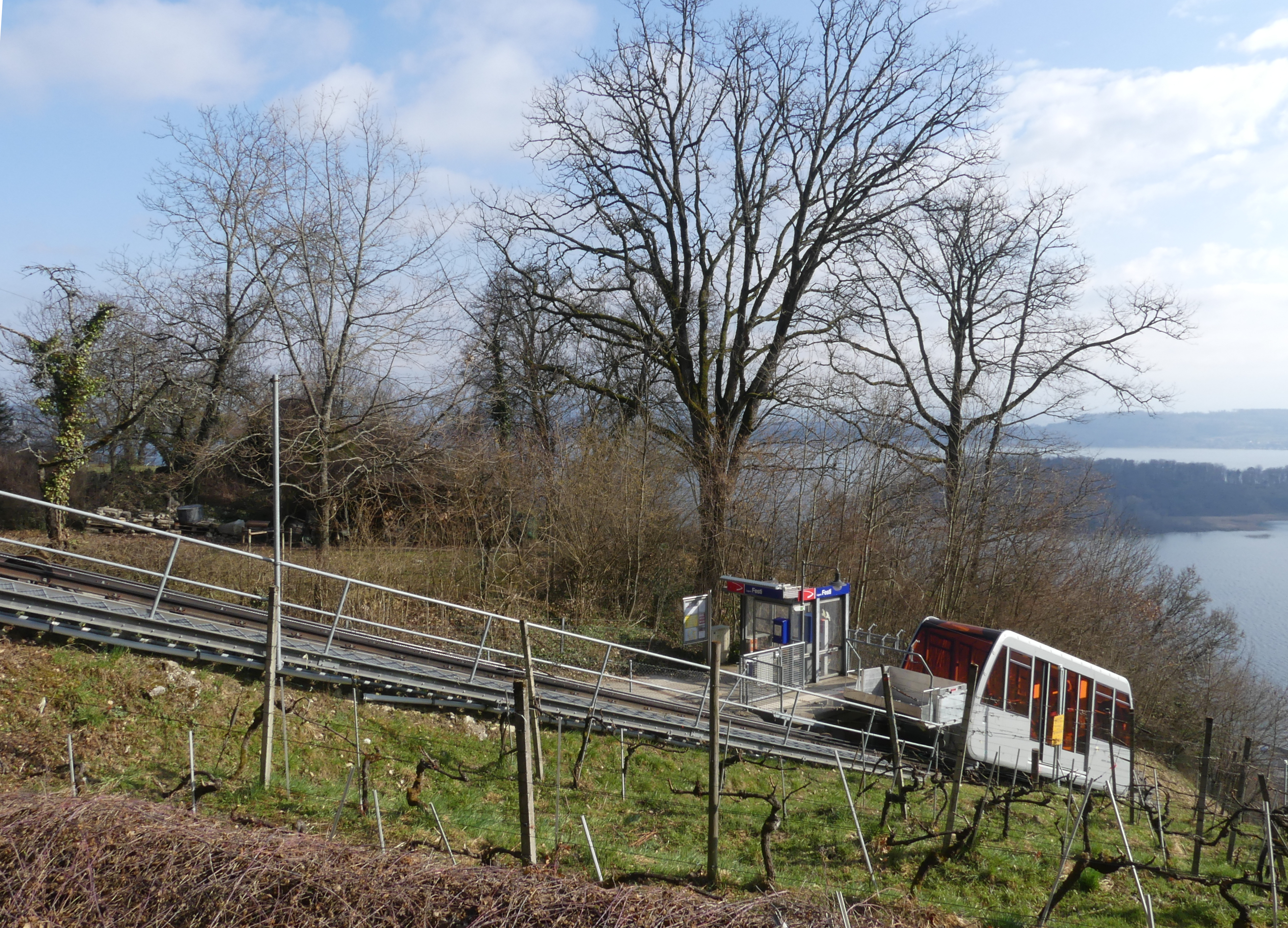
Die Haltestelle «Festi» mit dem Burghügel im Hintergrund

Die Ruine ist auf der Strasse über den Weiler Schernelz, oder mit der Standseilbahn «Vinifuni» erreichbar. Diese 1911–12 erbaute und 2004 sanierte Bahn verbindet Ligerz mit der Haltestelle «Festi», dem nördlich gelegenen Prêles (deutsch Prägelz) sowie den anderen Dörfern auf dem Plateau.